# Ceánuri
Ceánuri (oficialmente en euskera: Zeanuri) es una anteiglesia y municipio español perteneciente a la provincia de Vizcaya, en la comunidad autónoma del País Vasco. El término municipal tiene una población de 1250 habitantes (INE 2024).

## Toponimia
En el nombre del pueblo aparece claramente la palabra uri, que en el dialecto occidental del euskera significa villa, pueblo, ciudad. Esta palabra suele aparecer combinada con nombres propios o nombres comunes para formar topónimos en Vizcaya, Álava y La Rioja. Así Basauri significa villa del bosque, Uríbarri es villa nueva u Ochánduri villa de Ochanda. 
En el caso de Ceánuri se trataría de villa de Cean; pero el primer término del topónimo es desconocido, ya que no se corresponde con ninguna palabra del euskera ni con ningún nombre propio reconocible actualmente.
En euskera el nombre se escribe Zeanuri de acuerdo a las reglas ortográficas modernas del idioma. En 1993 el ayuntamiento cambió la denominación oficial del municipio de su forma tradicional en castellano a la forma en euskera.
Aunque sea remoto también pudiera ser que Zian-uri signifique 'aguas azules' o Cian-uro.

## Historia
Hacia mediados del siglo XIX, el lugar, una anteiglesia ya por entonces con ayuntamiento propio, tenía contabilizada una población de 2150 habitantes. Aparece descrito en el sexto volumen del Diccionario geográfico-estadístico-histórico de España y sus posesiones de Ultramar de Pascual Madoz con las siguientes palabras:

CEANURI: anteigl. con ayunt. en la prov. de Vizcaya (5 1/2 leg. á Bilbao), part. jud. de Durango (4), aud. terr. de Burgos (25), c. g. de las Provincias Vascongadas (6 á Vitoria), dióc. de Calahorra (24): sit. en terreno muy escabroso y desigual, donde la combaten principalmente los aires del N. y O.; el clima es húmedo, á consecuencia de las frecuentes lluvias, algun tanto frio en los cas. elevados, poco caluroso en el estío y bastante saludable, pues no se padecen mas enfermedades que catarros, y otras propias de cada estacion, pero que se curan con suma facilidad. La pobl. se halla distribuida en 7 barriadas, con el nombre de Cofradias, que son: Ipinaburu, Ibargüen, Alzusta, Asterria, Arsuaga, Oterimendi y Uribe, en las cuales se cuentan 378 casas, unas agrupadas y otras sueltas, y muy dist. entre sí, hallándose algunas mezcladas con las de otra anteigl. como sucede en los confines de Villaro y de Dima. Entre dichas casas hay 3 que conservan el nombre de Torres, á saber: la de Alcibar, próxima á la plaza, Aqueuri y Gandasegui, en la cofradia de Asterria, que segun tradicion fueron en tiempos muy remotos torres fuertes con troneras para disparar flechas. Tambien existen algunas en cuyas fachadas hay escudos de armas esculpidos en piedra, y entre ellas se titula una Oarin y vulgarmente Jaureguia (en castellano Palacio); y otra Axpe ó Palacio de Axpe, la cual es vinculada, y su poseedor patrono de la parr. de Sta. Maria; en parte del escudo de armas de esta casa figuran 12 caballos, con la siguiente inscripcion: Duodecim fratres equites cingunt Regem ac liberant: su fáb. no es muy ant., y por su variado aspecto presenta alguna suntuosidad. Ademas de la casa municipal, sit. en el centro de la anteigl., hay otras tres dist. entre sí 1/2 leg., en los parages llamados Huandurraga, Ibargüen y Uribiarte, en las que se administra justicia, hallándose parte de las mismas destinadas para cárceles. Diferentes son las tiendas de abaceria y de otros art. de consumo, hornos de pan cocer, y tabernas que se encuentran en las distintas barriadas; y una escuela de primeras letras, dotada con 1,100 rs. anuales, á la que asisten 43 niños y 8 niñas. Tambien hay dos igl. parr. independientes entre sí; la una dedicada á la Asuncion de Ntra. Sra., es de patronato particular, segun hemos indicado, servida por 4 beneficiados, 3 de ellos con titulo de curas, un teniente y un capellan; está sit. al estremo N. de la pobl., y comprende las barrias de Ibargüen, Alzusta, Asterría (al menos 4 casas), Arsuaga, Oterimendi, Uribe y tres cuartas partes de Ipiñaburu, con mas 3 casas de la v. de Villaro. La segunda parr., bajo la advocacion de Santiago Apóstol, servida por un beneficiado con título de cura, se encuentra al S. de la anteigl. en medio de la barriada de Ipiñaburu, y se compone de la cuarta parte de esta cofradia con 21 casas entremezcladas con las de la parr. anterior, de la que dista mas de 1 leg.; hallándose en diversos parages 15 ermitas, tituladas Sta. Agueda, San Adrian, Sta. Lucia, dos de San Miguel, San Antonio, Ntra. Sra. de la Piedad, San Blas (mitad correspondiente á Dima), San Andrés, Sta. Cruz, la Soledad, San Urban, San Juan Bautista, San Justo y Pastor y San Lorenzo; esta última se cree que fué antiguamente parr., pues en una escavacion practicada, no ha muchos años, cerca de la ermita se encontraron varios sepulcros, de donde se estrajeron huesos; ademas, segun una nota del archivo de la igl. de la Asuncion, se le denomina parr. antiquísima, aunque le llama S. Martin ob., sin duda porque asi se titulaba antes dicha ermita, en la cual tambien se venera la efigie de este Santo. Confina el term. N. Villaro; E. Dima; S. Ubidea, y O. valle de Orozco; estendiéndose de N. á S. mas de 1 1/2 leg., y de E. á O. mas de 1; comprende cerca de 5 leg. de circunferencia, de manera que esta anteigl. es acaso la mas estensa de las 84 que hay en Vizcaya. El terreno, segun dijimos, es montuoso, quebrado, y con muy cortas llanuras; en lo general es de mala calidad, y poco ó nada produciria si no fuese por el incesante laboreo de los hab., quienes tambien abonan las tierras con bastante estiercol. Casi innumerables son las fuentes que brotan en distintos parages, tanto dentro de la pobl. como en las montañas; sus aguas por lo comun ferruginosas, son de muy buen gusto; tambien las hay sulfurosas, y entre las de esta clase merece notarse la que existe cerca del molino de Achitia; encontrándose otros dos ó tres manantiales de esta especie en Huandurraga (que quiere decir, sitios de aguas que apesta). Tanta porcion de agua da origen á varios riach. ó arroyos que no tienen nombre fijo, escepto el llamado de Alzubiaga, que nace en la falda del monte Altuna, cruza por la cofradia de Alzusta, y tiene un puente denominado de la Isla; los demas sobre los que hay puentes de madera, para comunicacion de las barriadas, toman diversas denominaciones, segun el térm. que atraviesan, y todos ellos confluyen en el Zadorra, ó bien en el r. Nervion y sus afluentes. Los montes se encuentran en todas direcciones, menos en una pequeña parte hácia el NE., elevándose entre S. y O. la famosa peña Gorbeya ó Gorbea, en cuya cúspide está el mojon divisorio de esta anteigl., hermandad ó ayunt. de Zuya (prov. de Alava). Muchos de dichos cerros se hallan poblados de robles, hayas y otros árboles, pero otros hay muy faltos de arbolado, á consecuencia de las talas é incendios que han sufrido; en todos se crian multitud de yerbas medicinales, y escelentes pastos para ganado. Hay una mina de fierro en la sierra de Urragui, pero de inferior calidad y de escasos prod.; otra de alcohol cerca del sitio llamado Isasia, tambien de cortos resultados, y otra de piedra lapiz en el monte de Alzusta, la cual es de muy buena especie y bastante productiva. Cruza por el térm. el camino real llamado de Arratia, el cual se halla ya concluido en la parte que dirige á Bilbao, y muy próxima á terminarse la que conduce hácia Vitoria; enlaza por ambos estremos con la carretera de Durango, ó sea el camino que directamente va de Bilbao á Vitoria; ademas hay locales ó de comunicacion entre los campos y barriadas, y otros que dirigen á Villaro, Dima, Ubidea, Mañaria, Ochandiano y valle de Orozco; todos con pocas escepciones, muy penosos por las muchas cuestas, quebradas y peñascales que atraviesan. El correo se recibe de la cap. de la prov., dos veces á la semana por medio de balijero. prod.: trigo, maiz, castañas, alubias, habas, nabos, alholvas, vino chacolí, lino, cáñamo, manzanas y otras frutas, se cria ganado vacuno, de cerda, algun caballar, lanar y cabrio; notándose como particular en este pais, que el ganado cabrio que se encuentra en montes altos sin pastor, es perseguido y muerto á tiros, conforme a un reglamento que hay sobre la materia; sin embargo de esta libertad, únicamente los migueletes (ó guardas de proteccion pública del pais) hacen algunas cacerias, y matan algunas docenas de reses, que dejan para que las recoja su dueño: tambien se encuentra abundante caza de liebres, conejos, corzos, perdices, chochas y ánades, con algunos animales dañinos, como zorras, lobos y aun javalies; y pesca de anguilas, truchas y otros peces menudos, en los riach. de que se hizo mérito. ind. y comercio: ademas de la agricultura y ganaderia, existen 4 ferrerias, 2 fraguas para clavos de herradura, 16 molinos harineros, varios telares de lienzos ordinarios, y de paños burdos; consistiendo las especulaciones comerciales en la estraccion de fierro, ganado vacuno y de cerda, y de otros frutos sobrantes, é importacion de azúcares, cacao, saladura, aguardiente, vino tinto, géneros de vestir, y de otros de que carece el vecindario. pobl.: 480 vec., 2,150 alm. riqueza y contr. (V. Vizcaya, intendencia.) Fueron naturales de esta anteigl. D. Martin de Axpé y Sierra, ob. de Palencia, y su hermano D. Pedro, ministro del Consejo de Castilla en tiempo de Felipe III.
(Madoz, 1847, pp. 276-277)

## Demografía
Ceánuri cuenta con una población de 1250 habitantes (INE 2024).
| Gráfica de evolución demográfica de Ceánuri entre 1842 y 2021 |
| |
| Población de derecho según los censos de población del INE Población de hecho según los censos de población del INEEn estos censos se denominaba Ceánuri: 1842, 1857, 1860, 1877, 1887, 1897, 1900, 1910, 1920, 1930, 1940, 1950, 1960, 1970, 1981 y 1991 |

## Administración y política

### Gobierno municipal
| Partido político                                              | 2023  | 2023  | 2023       | 2019  | 2019  | 2019       | 2015  | 2015  | 2015       | 2011  | 2011  | 2011       | 2007  | 2007  | 2007       |
| Partido político                                              | %     | Votos | Concejales | %     | Votos | Concejales | %     | Votos | Concejales | %     | Votos | Concejales | %     | Votos | Concejales |
| Euskal Herria Bildu (EH Bildu)-Bildu                          | 50,54 | 372   | 5          | 45,8  | 366   | 4          | 46,95 | 377   | 4          | 48,77 | 415   | 4          | —     | —     | —          |
| Euzko Alderdi Jeltzalea-Partido Nacionalista Vasco (EAJ-PNV)  | 47,14 | 347   | 4          | 51,31 | 410   | 5          | 51,18 | 411   | 5          | 48,88 | 416   | 5          | 53,12 | 460   | 5          |
| Eusko Alkartasuna (EA)                                        | —     | —     | —          | —     | —     | —          | —     | —     | —          | —     | —     | —          | 12,7  | 110   | 1          |
| Partido Socialista de Euskadi-Euskadiko Ezkerra (PSE-EE PSOE) | 0,4   | 3     | 0          | 0,75  | 6     | 0          | —     | —     | —          | 0,47  | 4     | 0          | 0,58  | 5     | 0          |
| Partido Popular del País Vasco (PP)                           | —     | —     | —          | 0,25  | 2     | 0          | 0,37  | 3     | 0          | 0,71  | 6     | 0          | 1,15  | 10    | 0          |
| Eusko Abertzale Ekintza-Acción Nacionalista Vasca (EAE-ANV)   | —     | —     | —          | —     | —     | —          | —     | —     | —          | —     | —     | —          | 29,91 | 259   | 3          |
| Ezker Batua-Berdeak (EB-B)                                    | —     | —     | —          | —     | —     | —          | —     | —     | —          | —     | —     | —          | 1,15  | 10    | 0          |

### Organización territorial
El municipio está conformado, según el Instituto Nacional de Estadística, por las entidades de población de Altzusta, Altzuaga, Asterria, Plaza, Ibarguen, Ipiñaburu, Otzerinmendi, Undurraga y Uribe.

## Patrimonio
Hay en el lugar una iglesia de la Asunción de María y otra de Santiago Apóstol.

## Personas destacadas
- El franciscano León Bonaventura de Uriarte Bengoa,, vicario apostólico de San Ramón en el Perú (1956-1970) y obispo titular de Madaurus en Numidia (1940-1970).[18]